# Balıkçılar, Rize
Balıkçılar là một xã thuộc thành phố Rize, tỉnh Rize, Thổ Nhĩ Kỳ. Dân số thời điểm năm 2010 là 522 người.